# Çiğdemli, Aziziye
Çiğdemli là một xã thuộc huyện Aziziye, tỉnh Erzurum, Thổ Nhĩ Kỳ. Dân số thời điểm năm 2011 là 555 người.